# Bulbophyllum malachadenia
Bulbophyllum malachadenia é uma espécie de orquídea (família Orchidaceae) pertencente ao gênero Bulbophyllum. Foi descrita por Célestin Alfred Cogniaux em 1902.